# František Ignác Tůma
František Ignác Antonín Tůma (2. října 1704 Kostelec nad Orlicí – 30. ledna 1774 Vídeň) byl český skladatel období přechodu od baroka ke klasicismu. Pro toto období i pro něj je typická ještě barokní dispozice, avšak též i snaha přizpůsobit se novým požadavkům doby – mísí se u něj barokní patos se základy romantického cítění.

## Životopis
Syn varhaníka v Kostelci nad Orlicí studoval nejprve v Praze u jezuitů, kde absolvoval filozofická studia a již v té době byl tenoristou v Bazilice sv. Jakuba na Starém Městě a žákem Bohuslava Matěje Černohorského (jeho spolužáky byli Jan Zach a také Josef Seger). Další hudební vzdělání absolvoval ve Vídni, kde si rozšířil své znalosti kontrapunktu. Od roku 1731 působil u hraběte a českého kancléře Kinského, který se pohyboval mezi Prahou a Vídní, jako jeho kapelník a dvorní hudební skladatel. Kinský mu umožnil další studia – kromě předpokládané znalosti němčiny a latiny se musel doučit italštině a francouzštině, v kompozici se zdokonaloval u vyhlášeného mistra klasického kontrapunktu J. J. Fuxe.[zdroj?]
V roce 1734 se neúspěšně ucházel o místo kapelníka svatovítské katedrály. Posléze se stal v roce 1741 dvorním skladatelem a kapelníkem císařovny Alžběty ve Vídni, avšak po její smrti v roce 1750 byl penzionován. Žil potom až do konce života v různých řádových domech, věnoval se skladbě a vyučování hudby.[zdroj?]
Na staré radnici v Kostelci nad Orlicí mu byla v roce 1974 odhalena busta.[zdroj?]

## Skladatelská činnost
Ve své době proslul jako autor četné chrámové tvorby, je autorem více než třiceti mší. Jeho skladby mají převážně meditativní ráz, proto nikdy nevzbudily ohlas širšího publika. Tůma ctil pravidla barokní kompozice, ale k rodícímu se klasickému slohu se přihlásil v četných suitách, partitách, sonátách a symfoniích, především periodickou stavbou témat i symetrickým členěním věty.[zdroj?]

## Nejvýznamnější skladby

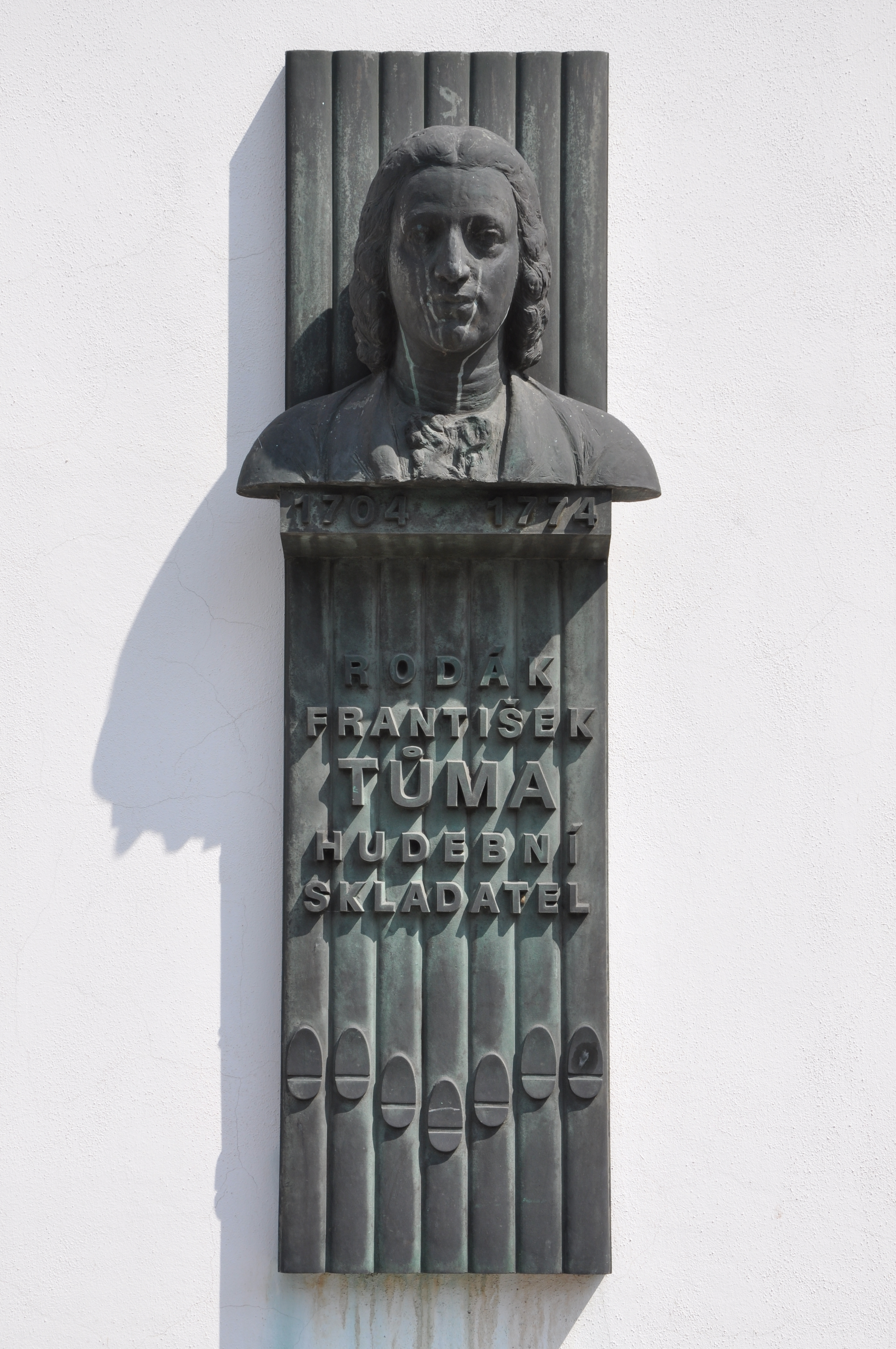
Busta na staré radnici v Kostelci nad Orlicí

- Stabat Mater
- Missa C dur
- Zpěvy o umučení
- Responsoria pro sbor a varhany
- Missa e-moll
- Vánoční hymnus
- Symfonie č.7 in A
- Symfonie B dur
- Litanie Lauretanie
- Sonáty a-moll, a emoll
- Partita in D minor pro orchestr
- Sonata in G pro orchestr
- Partita d-moll – Arietta